# Vicolo dei Fiori

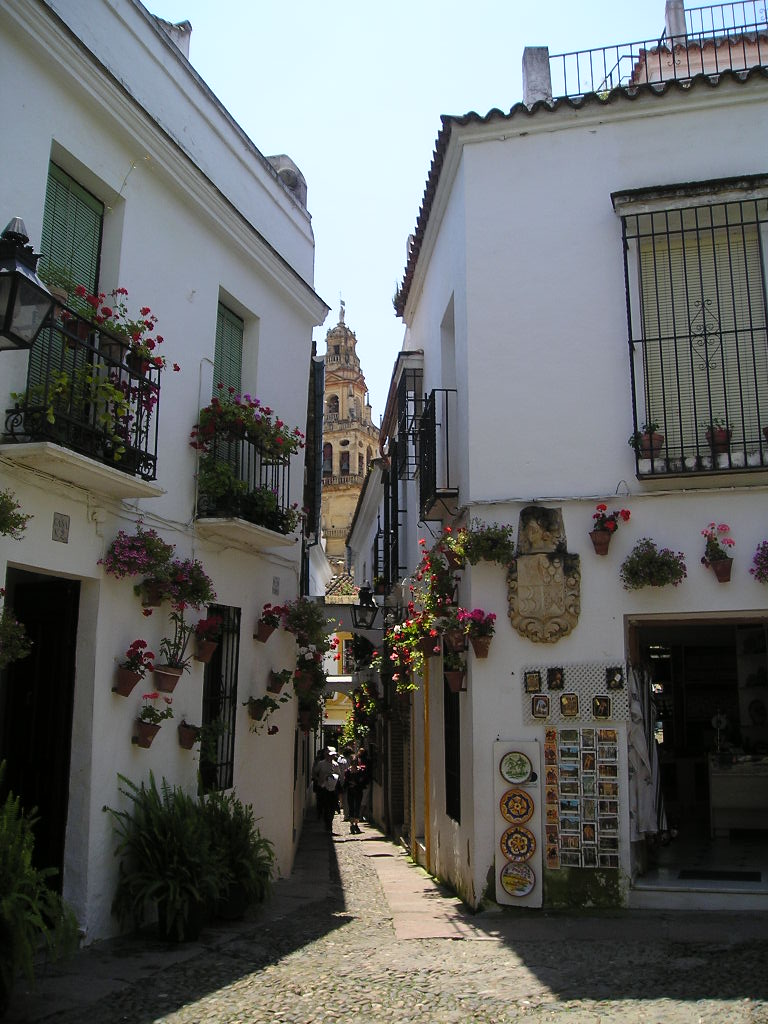
Il vicolo dei Fiori, con la Grande moschea sullo sfondo.

Il vicolo dei Fiori (Calleja de las flores in lingua spagnola) è una delle vie più suggestive e turistiche della città di Cordova, in Andalusia. Posta come incrocio con via Velázquez Bosco, è un vicolo che confluisce in una piccola piazza.

## Storia
Il suo aspetto attuale è dovuto all'interesse per l'abbellimento della città da parte del sindaco Alfonso Cruz-Conde che intraprese, assieme al fratello, il progetto di riqualificazione della zona, al fine di incrementare i flussi turistici. A metà degli anni Cinquanta il vicolo fu adornato degli archetti e fu commissionata, all'architetto Victor Escribano Ucelay, la costruzione di una fontana, integrando, nel 1960, dei resti archeologici locali. Da allora, il vicolo dei Fiori è diventato un'icona fotografica della città.
Fa parte del centro storico di Cordova, il quale fu dichiarato patrimonio dell'umanità dall'UNESCO nel 1994.